# Chetriș, Fălești
Chetriș este un sat din comuna Călinești, raionul Fălești, Republica Moldova. Localitatea este situată pe malul râului Camenca, afluent al râului Prut. Conform recensământului din 2015, se înregistrează un număr de 1601 locuitori.

## Istorie
Satul Chetriș este menționat documentar pentru prima dată în anul 1772, cu 23 de curți pe teritoriul său. După anul 1773, Chetriș dispare din atenția textelor scrise și reapare peste 30 de ani. În anul 1803, satul Chetriș este în posesia Mănăstirii Cetățuia. Pe timpuri localitatea se numea Pietriș, Chetroasa sau Chetros. În 1876, Biserica Sfântului Mormânt deține aici 373 desetine de pământ.
În 1923, Chetriș este deja o localitate mare, se numără 786 de locuitori și 280 de gospodării. Satul are o școală parimară, moară de apă și două cârciume. În anul 1940, numărul locuitorilor crește până la 1078, printre care: 1058 români-moldoveni, 13 ucraineni și 7 ruși.

### Al doilea Război Mondial
Al Doilea Război Mondial a afectat localitatea Chetriș. În urma luptelor au murit 42 de bărbați.
În perioada de după război, anii 1946-1947, a fost foamete, în urma căreia mulți săteni au murit, apoi au urmat deportările în Siberia.
În 1949 au rămas 963 de locuitori. Se formează colhozul Stalin.

### Amalgamarea unor primării
La 28 iunie 2025 a intrat în vigoare „Legea nr. 145 din 19 iunie 2025 pentru modificarea anexei nr. 3 la Legea nr. 764/2001 privind organizarea administrativ-teritorială a Republicii Moldova”, în contextul amalgamării unor primării. Înainte de legea respectivă, Chetriș era satul de reședință al comunei omonime.

## Educație
Prima școală de alfabetizare s-a fondat în 1903 și îl avea ca tutore pe Zavat Mihail. Peste doi ani devine școală primară.
În 1920, școala primară se transformă în centru metodic pentru satele: Chetriș, Călinești, Năvârneț, Logofteni, Ustia, Cuhnești și Viișoara. În cadrul acestuia activează și un cerc cultural numit Vasile Alecsandri.
În 1946 devine școală de 7 clase, după care în 1963 este școală de 8 clase.
Din 1990 primește numele de Gimnaziul Chetriș de 9 clase.
Învățământul preșcolar a început în 1952. Prima grădiniță s-a deschis în gospodăria unei familii deportate și avea cadre necalificate. În 1964 se deschide o grădiniță nouă, cu condiții sanitaro-igienice corespunzatoare și pedagogi calificați.

## Personalități

### Născuți în Chetriș
- Piotr Șitt (1875–1950), om de știință (cultivator de fructe) rus și sovietic
- Gheorghe Rusu (1938–2014), medic, decorat cu Ordinul Republicii și Ordinul „Gloria Muncii”
- Tudor Leahu (n. 1938), doctor în economie, a publicat peste 170 de lucrări
- Sofia Bolduratu (n. 1939), lector la Universitatea Pedagogică „Ion Creangă”, a publicat circa 50 de lucrări științifice
- Ala Menșikov-Vutcărău (n. 1961), actriță
- Eugenia Cimborovici-Teodoreanu (n. Dogotaru), profesoară, jurnalistă, compozitoare, poetă și interpretă de muzică populară